# Plaza Virgen de Fátima (Iquitos)
La plaza Virgen de Fátima, también denominada como plaza de Rio Mar, es un área pública ubicada en el distrito de Belén, en Iquitos, dentro del departamento de Loreto, al oriente del Perú.

## Descripción
La plaza es el corazón de interacción de la urbanización Río Mar, uno de los barrios más exclusivos de Iquitos. Para 2015 se le comenzó a dar una remodelación, que se vio paralizada en 2016, para luego ser retomada por las siguientes gestiones municipales.